# Edward Stourton, 10:e baron Stourton
Edward Stourton, 10:e baron Stourton, född cirka 1555, död 7 maj 1633, var en engelsk adelsman och son till Charles Stourton, 8:e baron Stourton. Han efterträdde sin äldre bror John som baron efter att denne hade avlidit 1588. Stourton gifte sig med sin kusin Frances Tresham, som var dotter till sir Thomas Tresham. Hans kusin och svåger var konspiratören Francis Tresham som medverkade i krutkonspirationen år 1605.
Målet med krutkonspirationen var att lönnmörda Jakob I av England, genom att spränga det brittiska överhuset, och sedermera återställa en katolsk monark. Konspirationen gick om stöpet den 5 november 1605, mycket tack vare ett anonymt brev som skickats till William Parker, 4:e baron Monteagle den 26 oktober. Stourton mottog ett liknande brev, förmodligen skickat av Francis Tresham, i vilket det stod att han skulle hålla sig borta från parlamentets öppnande den 5 november. När myndigheterna fick nys om detta brev arresterades Stourton och han satt fängslad i Towern under en tid.

## Familj
Under sitt äktenskap med Frances Tresham fick de tillsammans fyra barn:
- Margaret
- Mary
- William Stourton, 11:e baron Stourton
- Francis